# 720°
720 Degrees или 720° — игра для аркадных автоматов, выпущенная в 1986 году Atari Games. 720° представляет собой симулятор скейтборда и наряду с BMX Simulator является одной из первых компьютерных игр, посвящённых экстремальному спорту. Игра названа по самому сложному трюку: переворот на полные 720° (два полных круга) в воздухе после прыжка с трамплина. Игрок управляет скейтбордером, катающемуся по кварталу среднего класса. Совершая прыжки и трюки, игрок набирает очки и в конце концов попадает в скейт-парк.

## Описание
В начале игры игрок управляет скейтером, который катается по улице и использует в качестве трамплинов для прыжков обычные объекты.
В начале игры у игрока есть несколько «билетов», каждый из которых даёт доступ в один из четырёх скейт-парков или «событий» в Скейт-Сити. Когда игрок входит в парк, он тратит один билет. Дополнительные билеты можно получить, набирая очки. Когда игрок не находится в скейт-парке, ведётся обратный отсчёт времени, отображаемый полоской на экране, по истечении которого за игроком начинают охотиться пчёлы-убийцы. После появления пчёл у игрока есть немного времени, чтобы добраться до парка, но скорость пчёл увеличивается со временем и долго убегать от них нельзя. Нападение пчёл завершает игру. Попав в парк с билетом, игрок может набрать очки, получить медали и заработать деньги, которые могут быть потрачены на улучшение снаряжения. Также при этом сбрасывается таймер.
Игрок должен постоянно совершать трюки, чтобы набрать очки, необходимые для получения билетов. Итоговый счёт игры зависит от времени, которое игрок готов затратить. Чтобы победить, необходимо завершить 16 событий в четырёх хабах.

## Порты
| Иноязычные издания | Иноязычные издания |
| Издание            | Оценка             |
| ------------------ | ------------------ |
| CVG                | 28/40              |
| The Games Machine  | 83 %               |
| Micro Hobby        | [ 3 ]              |
| ACE                | 721                |
| YSinclair          | 9/10               |
| CRASH              | 81 %               |
| SUser              | [ 7 ]              |

Игра была портирована на Commodore 64 (дважды) в 1987 году, на Amstrad CPC и ZX Spectrum в 1988 году, на Nintendo Entertainment System в 1989 году и на Game Boy Color в 1999 году. Версия для Atari Lynx разрабатывалась, но не была выпущена. Sinclair User описал игру как «лучший час US Gold». На второй стороне кассеты с игрой была запись музыки из исходной аркадной версии.
Эмулируемая версия игры включена в сборник Midway Arcade Treasures, выпущенный для PlayStation 2, GameCube, и Xbox в 2003 и 2004 году.